# Comuna Sveti Lovreč, Istria
Sveti Lovreč (în italiană San Lorenzo del Pasenatico) este o comună în cantonul Istria, Croația, având o populație de 1.015 locuitori (2011).

## Demografie
Componența etnică a comunei Sveti Lovreč
     Croați (65,42%)
     Italieni (2,27%)
     Sârbi (1,38%)
     Necunoscut (0,69%)
     Neclasificat (29,56%)
Componența confesională a comunei Sveti Lovreč
     Catolici (89,75%)
     Fără religie și atei (2,96%)
     Musulmani (1,87%)
     Ortodocși (1,48%)
     Necunoscută (3,74%)
     Alte religii (0,2%)
Conform recensământului din 2011, comuna Sveti Lovreč avea 1.015 locuitori. Din punct de vedere etnic, majoritatea locuitorilor (65,42%) erau croați, existând și minorități de afiliați religios (27,59%), italieni (2,27%) și sârbi (1,38%). Apartenența etnică nu este cunoscută în cazul a 0,69% din locuitori. Din punct de vedere confesional, majoritatea locuitorilor (89,75%) erau catolici, existând și minorități de persoane fără religie și atei (2,96%), musulmani (1,87%) și ortodocși (1,48%). Pentru 3,74% din locuitori nu este cunoscută apartenența confesională.